# Беляева, Зоя Сергеевна
Зо́я Серге́евна Беля́ева (19 февраля 1927, Москва — 27 августа 2019) — советский и российский юрист, специалист по аграрному (земельному) праву, а также по проблемам советского колхозного права; доктор юридических наук (1973); профессор, заведующая сектором аграрного и земельного права Института государства и права АН СССР / РАН (1969—2002); действительный член Института международного и сравнительного права (Франция).

## Биография
Выпускница юридического факультета МГУ имени М. В. Ломоносова (1950). Докторская диссертация посвящена источникам колхозного права в СССР. Входила в состав редакционной коллегии журнала «Государство и право».

## Работы
Зоя Беляева являлась автором и соавтором более 130 научных публикаций, включая четыре монографии; она специализировалась, в основном, на советском колхозном праве и вопросах российского аграрного и земельного права:
- «Источники колхозного права» (М., 1972);
- «Право и межхозяйственная кооперация» (М., 1980);
- «Аграрная реформа в Российской Федерации: правовые проблемы и решения» (М., 1988; главы и ответственное редактирование);
- «Договорные отношения сельскохозяйственных товаропроизводителей» (М., 2003; главы и ответственное редактирование).